# Borislav Terzić
Borislav Terzić (Kirin Serbia: Борислав Терзић; sinh 1 tháng 11 năm 1991) là một hậu vệ bóng đá Bosnia thi đấu cho FK Sloboda Tuzla ở Bosnian Premier League.

## Sự nghiệp
Anh khởi đầu sự nghiệp ở Lokomotiva Beograd, sau đó anh thi đấu cho BASK và Zemun. Anh chuyển đến Donji Srem, và ra mắt ở hạng đấu cao nhất bóng đá Serbia, Jelen SuperLiga. Ngoài ra, anh cũng có 2 lần ra sân cho Zestafoni ở Georgian Premier League. Trong kì nghỉ đông 2013–14, anh ký hợp đồng với Sloboda Užice.
Vào tháng 1 năm 2018 Terzić ký hợp đồng với FK Sloboda Tuzla.